# Isak Brusberg
Isak Brusberg, né le 5 septembre 2006 à Göteborg en Suède, est un footballeur suédois qui évolue au poste de milieu offensif au BK Häcken.

## Biographie

### En club
Né à Göteborg en Suède, Isak Brusberg commence le football avec le Backatorp IF avant d'être formé par le BK Häcken. Il joue son premier match dans l'Allsvenskan, l'élite du football suédois le 22 juillet 2023, lors de la seizième journée de la saison 2023 contre l'IFK Värnamo. Il entre en jeu à la place de Pontus Dahbo et son équipe est battue (1-0 score final).
Le 23 octobre 2023, Brusberg signe son premier contrat professionnel avec le club, il est alors lié au BK Häcken jusqu'en décembre 2026 et est intégré à l'équipe première.
Il joue la finale de la Coupe de Suède le 29 mai 2025 où son équipe affronte le Malmö FF. Häcken s'impose après une séance de tirs au but et il remporte ainsi son premier trophée.

### En sélection
Isak Brusberg représente l'équipe de Suède des moins de 18 ans, faisant sa première apparition le 12 septembre 2023 contre la Belgique. Il entre en jeu et son équipe est battue par trois buts à un.

## Palmarès
BK Häcken
- Coupe de Suède :
  - Vainqueur : 2024-2025.